# Back in the Game
Back in the Game est une série télévisée américaine en treize épisodes de 23 minutes créée par Mark Cullen et Robb Cullen, dont seulement dix épisodes ont été diffusés entre le 25 septembre, et le 11 décembre 2013 sur le réseau ABC et sur Citytv au Canada.
Cette série est inédite dans tous les pays francophones.

## Synopsis
Terry Gannon Jr. (Maggie Lawson) une mère célibataire, divorcée et grande gueule, emménage avec son fils chez son père, un joueur de baseball à la retraite et veuf, lui aussi n'a pas sa langue dans sa poche. Lors de son temps libre, Terry Gannon Jr. coache l'équipe de baseball de son fils…

## Distribution

### Acteurs principaux
- James Caan : Terry Gannon Sr.
- Maggie Lawson : Terry Gannon Jr.
- Ben Koldyke (en) : Dick Slingbaugh
- Griffin Gluck : Danny Gannon
- Lenora Crichlow : Lulu Lovette
- J.J. Totah : Michael Lovette
- Kennedy Waite : Vanessa
- Cooper Roth (en) : David Slingbaugh
- Brandon Salgado : Dudley Douglas

### Acteurs récurrents et invités
- Theodore Barnes : Hunter Washington (12 épisodes)
- Matthew Zhang : Dong Jing (12 épisodes)
- Sepehr Pazoki : Parvu (12 épisodes)
- Benjamin Royer : Vince Hodges (11 épisodes)
- Matthew Royer : Vance Hodges (11 épisodes)
- Hector Santiago : Angel (11 épisodes)
- Tom Simmons (en) : Stan (8 épisodes)
- Alvin Cowan : Coach Al (8 épisodes)
- Avery Ware : Coach Avery (7 épisodes)
- Michelle Betts : Michelle (7 épisodes)
- Augie Isaac : Owen (6 épisodes)
- Tyrone Powell : Coach T (6 épisodes)
- Shaun Rylee : Mom (4 épisodes)

### Invités
- Ken Jenkins : Warden (épisode 2)
- Robert LaSardo : Blade (épisode 2)
- Rob Dibble : Senseless Paul (épisode 2)
- Dee Dee Rescher (en) : Barb (épisode 3)
- Markie Post : Dotty (épisode 3)
- Ellery Sprayberry : Danica (épisode 4)
- Jake Elliott : Rusty (épisode 4)
- David Clayton Rogers (en) : Jack (épisode 5)
- Aaron Takahashi (en) : Billy (épisode 5)
- Courtney Henggeler : Keeley (épisode 6)
- Bill Cobbs : James (épisode 6)
- John Michael Higgins : Sheldon (épisode 7)
- Brian Doyle-Murray : Stinky Pete (épisode 10)
- Richard Gant : Earl (épisode 10)
- Elliott Gould : Louie (épisode 10)
- Katie A. Keane (en) : Dr Jane (épisode 12)
- Jane Seymour : Mrs Crosby (épisode 13)

## Développement

### Production
Le projet a débuté en septembre 2012 sous le titre provisoire Untitled Cullen Brothers Pilot, puis ABC a commandé la série le 10 mai 2013 sous son titre actuel et lui a attribué quatre jours plus tard lors des Upfronts la case horaire du mercredi à 20 h 30.
Le 22 octobre 2013, ABC commande deux scripts supplémentaires, puis met fin à la série le 1er novembre 2013, promettant que les épisodes déjà produits seront tous diffusés.

### Casting
Les rôles ont été attribués dans cet ordre : James Caan, Griffin Gluck, Ben Koldyke (en), Maggie Lawson et Lenora Crichlow.
Parmi les invités : David Clayton Rogers (en) et Jane Seymour.

### Fiche technique
- Titre original : Back in the Game
- Réalisation : John Requa et Glenn Ficarra (pilote)
- Scénario :
- Direction artistique :
- Décors :
- Costumes :
- Photographie :
- Montage :
- Musique :
- Casting :
- Production :
  - Production exécutive : Robb Cullen, Mark Cullen, Aaron Kaplan, John Requa, Glenn Ficarra
- Société(s) de production : 20th Century Fox Television
- Sociétés de distribution : American Broadcasting Company
- Pays d'origine :  États-Unis
- Langue originale : anglais
- Format : couleur - 35 mm - 1,85:1 - son Dolby Digital
- Genre : sitcom
- Durée : 23 minutes

## Épisodes
| №  | Titre                          | Réalisation                 | Scénario                       | Première diffusion         | Code de prod. | Audience (millions) |
| -- | ------------------------------ | --------------------------- | ------------------------------ | -------------------------- | ------------- | ------------------- |
| 1  | Pilot                          | John Requa et Glenn Ficarra | Robb et Mark Cullen            | 25 septembre 2013          | 1AWX79        | 8,01                |
| 2  | Stay In or Bail Out            | Eric Appel (en)             | Warren Lieberstein (en)        | 2 octobre 2013             | 1AWX01        | 6,71                |
| 3  | Play Hard or Go Home           | Eyal Gordin (en)            | Gregg Mettler                  | 9 octobre 2013             | 1AWX02        | 6,53                |
| 4  | The Change Up                  | Eyal Gordin (en)            | Joe Lawson (en)                | 16 octobre 2013            | 1AWX04        | 6,35                |
| 5  | She. Could. Go. All. The. Way! | Joe Nussbaum (en)           | Eric Goldberg et Peter Tibbals | 23 octobre 2013            | 1AWX03        | 6,27                |
| 6  | Night Games                    | David Katzenberg            | Scott Boden Hodges             | 30 octobre 2013            | 1AWX05        | 6,11                |
| 7  | Safety Squeeze                 | Jeffrey Melman              | Kevin Garnett                  | 13 novembre 2013           | 1AWX06        | 6,47                |
| 8  | No Crying in Baseball          | Charles Minsky              | Daisy Gardner (en)             | 20 novembre 2013           | 1AWX09        | 6,14                |
| 9  | Massive Election               | Eric Appel                  | Robb et Mark Cullen            | 4 décembre 2013            | 1AWX10        | 5,12                |
| 10 | I'll Slide Home for Christmas  | Lev L. Spiro (en)           | Corinne Kingsbury              | 11 décembre 2013           | 1AWX08        | 6,14                |
| 11 | Color Barrier                  | Lev L. Spiro                | Robb et Mark Cullen            | 23 février 2014 (internet) | 1AWX07        |                     |
| 12 | Sports Therapy                 | Michael Patrick Jann        | Gregg Mettler                  | 23 février 2014            | 1AWX11        |                     |
| 13 | Who's on First                 | Charles Minsky              | John Requa et Glenn Ficarra    | 23 février 2014            | 1AWX12        |                     |